# Вирус мозаика хмеља
Вирус мозаика хмеља се садним материјалом раширио широм света. 

## Физичке и хемијске карактеристике, грађа вируса
Овај вирус има кончасте честице, димензија 651x13,8 nm. Једноланчана +RNK чини између 5-7% масе вирусне честице. Протеински омотач је сачињен од једне врсте протеина. 

## Круг домаћина
Најчешћи домаћин вируса је хмељ, али је описан и на коприви, мишљакињи, боквици и другим коровским биљкама.

## Патогенеза
Одржава се у биљкама у пољу, а на веће удаљености се шири зараженим садним материјалом. Још није истражен значај корова домаћина, као извора вирусних зараза. Током вегетације се са заражених на здраве биљке шири лисним вашима на неперзистентан начин. Међу њима су значајни Phorоdon humuli, Macrosiphum euphorbiae и Myzus persicae. Преноси се механичким додиром. 

## Симптоматологија и економски значај
На савременим генотиповима хмеља се не испољавају симптоми обољења. На раније гајеним сортама типа Голдинг се испољавају симптоми у облику заостајања у порасту, мозаика, хлорозе и просветљавања лисних нерава, као и увијања лиске. Заражене биљке доносе низак принос и превремено изумиру. Поред домаћина, на испољавање симптома у значајној мери утиче сој вируса. Вирус проузрокује значајно смањење приноса. 

## Мере сузбијања
EPPO стандард прописује тестирање и сертификациону шему производње здравог садног материјала, што је основа успешне производње. Уништавањем заражених биљака се успорава ширење вируса у засаду. Због неперзистентног преношења вируса инсектицидни третман против вектора не даје задовољавајући резултат. Повећавањем просторне удаљености нових од старих засада хмеља доприноси смањењу ширења вируса. 